# Алфаретта
Алфаретта (англ. Alpharetta) — город в округе Фултон в штате Джорджия в Соединённых Штатах Америки.
Согласно данным переписи населения США 2020 года число жителей города составляло 65 818 человек.

## История
В доколумбову эпоху земля, где сейчас стоит город Алфаретта была населена коренными американцами из народа чероки.
В 1830-х годах чероки были насильно переселены на Индейскую территорию (современная Оклахома) в соответствии с Законом о переселении индейцев.
На недавно «освобожденной» земле, расположенной вдоль бывшей тропы чероки, тянущейся от гор Северной Джорджии до реки Чаттахучи, поселились европейские колонисты и фермеры.
Одной из первых постоянных достопримечательностей района стал лагерь New Prospect Camp Ground (также известный как лагерь Methodist Camp Ground), рядом с природным источником недалеко от того места, что сейчас является центром города; позже он служил торговым пунктом для обмена товарами между поселенцами.
Известный ранее как город Милтон до июля 1858 года, город Альфаретта был основан 11 декабря 1858 года, с границами, простирающимися в радиусе 0,5 мили (0,8 км) от здания городского суда. Он был административным центром округа Милтон до 1931 года, когда округ Милтон объединился с округом Фултон, чтобы избежать банкротства во время Великой депрессии.
Жители этого района, в основном методисты и баптисты, занимались различными видами деятельности, такими как земледелие, кузнечное дело, фрезерование, плотницкое дело и торговля. Некоторые из них были рабовладельцами. На протяжении всей Гражданской войны в США (1861-1865) местные мужчины участвовали в боях или служили в ополчении.
По поводу происхождения названия города нет единого мнения, но выделяются две основные версии. Согласно первой это может быть вариацией вымышленной индейской девушки по имени Альфарата из песни XIX века «The Blue Juniata», а согласно второй, более прозаичной, оно произошло от альфы — первой буквы греческого алфавита.
Сохранившийся до наших дней бревенчатый дом Симеона и Джейн Рукер, построенный в 1833 году, был включен в Национальный реестр исторических мест США в 1997 году.

## География
По данным Бюро переписи населения США, площадь Альфаретты составляет 27,3 квадратных миль (70,7 км2), из которых 26,9 квадратных миль (69,7 км2) — это суша и 0,39 квадратных миль (1,0 км2 или 1,37%) — водная поверхность.